# سدارهیلز (یوتا)
سدارهیلز (به انگلیسی: Cedar Hills) شهری در ایالت یوتا کشور ایالات متحده آمریکا است که جمعیت آن در سرشماری سال ۲۰۱۰ میلادی، ۹٬۷۹۶ نفر بوده‌است.